# Khai Dương
Khai Dương (chữ Hán giản thể: 开阳县, bính âm: Kāiyáng Xiàn, âm Hán Việt: Khai Dương huyện) là một huyện thuộc địa cấp thị Quý Dương, tỉnh Quý Châu, Cộng hòa Nhân dân Trung Hoa. Huyện này có diện tích 2026 km², dân số năm 2002 là 420.000 người. Mã số bưu chính là 550300. Huyện lỵ đóng ở trấn Thành Quan. Về mặt hành chính, huyện này được chia thành 6 trấn, 10 hương. Tổng cộng có 11 ủy ban thôn, 136 ủy ban xã khu cư.
- Trấn: Thành Quan, Kim Trung, Song Lưu, Phùng Tam, Nam Mộc ĐỘ và Long Cương.
- Hương: Nam Long, Vĩnh Ôn, Trạch Cát, Hoa Lê, Long Thủy, Mễ Bình, hương dân tộc Bố-ý và Miêu Hòa Phong, hương dân tộc Bố-y và Miêu Nam Giang, hương dân tộc Bố-y và Miêu Cao Trại, Mao Vân.